# طريق الإسماعيلية - العوجة
طريق الإسماعيلية - العوجة أو الطريق الأوسط هو أحد الطرق الرئيسية في محافظة شمال سيناء بجمهورية مصر العربية، يربط بين محافظة الإسماعيلية ومحافظة شمال سيناء، يبلغ طوله حوالي 219 كم، ويبدأ غرباً من معدية رقم 6 بمحافظة الإسماعيلية شرق قناة السويس، حتى معبر العوجة شرقاً بمحافظة شمال سيناء.

## وصف الطريق
يبدأ طريق الإسماعيلية العوجة غرباً من معدية رقم 6 بمحافظة الإسماعيلية، ويقطع الطريق عدة قرى بالترتيب من الغرب للشرق هي وادي المليز، الجفجافة، الختمية، الحمة، بغداد، أبو عجيلة، وكذلك يقطع عدة طرق ومحاور أخرى هي طريق عرضي 1 الرابط بين الطريق الدولي الساحلي شمالاً، وطريق السويس - شرم الشيخ، وطريق السويس - نويبع جنوباً، وطريق المغارة الواصل إلى مدينة بئر العبد شمالاً، وطريق الحسنة الواصل إلى مدينة الحسنة جنوباً، وطريق العريش الواصل إلى مدينة العريش شمالاً.
تبلغ سعة الطريق في الوقت الراهن حارتين فقط في الاتجاهين، ويتم حالياً توسعته ليبلغ ستة حارات مرورية، ثلاثة للذهاب وثلاثة للعودة، وتم الانتهاء من توسعة الطريق في ديسمبر 2016،  والطريق يخدم عدة مرافق ومناطق رئيسية في وسط سيناء أهمها مطار المليز، منطقة الصناعات الثقيلة بجبل لبنى والتي تضم ثلاثة مصانع للأسمنت هي العريش للأسمنت، أسمنت سيناء، وسيناء للأسمنت الأبيض، وكذلك منجم فحم المغارة وبعض محاجر الجير والجبس، كما أنه يمر على العديد من المعالم مثل تبة الشجرة وجبل الحلال.